# Gjergji Lala
Gjergji Lala (Lushnjë, 6 dicembre 1947) è un attore e regista teatrale albanese.

## Carriera
Diplomato nel 1975 presso l'Accademia nazionale d'arte drammatica di Tirana (metodo Stanislavskij), è conosciuto come interprete di numerosi personaggi al cinema, in teatro e in televisione.
Tra i suoi ruoli più importanti spicca quello di Mihal Grameno nel film Liri a vdekje ("Libertà o morte", 1979), per il quale viene premiato come miglior attore co-protagonista nel 1981 durante il IV Festival del Cinema albanese. In qualità di attore e regista ha lavorato in particolar modo con il Teatro stabile di Fier, e dal 1988 al 1992 nel Teatro della commedia di Lushnje, mettendo in scena varie opere nazionali e internazionali.
Dal 1992 vive in Italia, dove è stato interprete in diversi film e serie tv. Tra i suoi ruoli, quello dell'ambasciatore sovietico nel film-tv Il papa buono di Ricky Tognazzi. Ha recitato inoltre nella settima stagione della serie tv La squadra, in Don Matteo 5, in Medicina generale (2008) e nei film L'uomo della carità - Don Luigi Di Liegro, (regia di Alessandro Di Robilant) e L'Orizzonte degli Eventi (regia Daniele Vicari).

## Filmografia

### Cinema
- Tokë e përgjakur, regia di Ibrahim Muçaj e Kristaq Mitro (1976)
- Nusja dhe shtetërrethimi, regia di Ibrahim Muçaj e Kristaq Mitro (1978)
- Liri a vdekje, regia di Ibrahim Muçaj e Kristaq Mitro (1979)
- Gjurmë në kaltërsi, regia di Saimir Kumbaro (1981)
- Në prag të lirisë, regia di Kristaq Mitro e Ibrahim Muçaj (1981)
- Shtëpia jonë e përbashkët, regia di Ismail Zhabjaku (1982)
- Një emër midis njerëzve, regia di Muharrem Fejzo (1983)
- Lumi që nuk shteron, regia di Fatmir Koçi (1989)
- Gangs of New York, regia di Martin Scorsese (2002)
- L'orizzonte degli eventi, regia di Daniele Vicari (2005)
- Gli equilibristi, regia di Ivano De Matteo (2012)

### Televisione
- Avni Rustemi, regia di Ilo Pando (1981)
- Nate e pagjum, regia di Leka Bungo (1981)
- Shtëpia jonë e përbashkët, regia di Ismail Zhabjaku (1981)
- Koha nuk pret, regia di Kujtim Meçaj (1984)
- Don Matteo, regia di Elisabetta Marchetti, episodio 5x23 (2006)
- La squadra, regia di Bruno Nappi, episodio 7x25 (2006)
- L'uomo della carità - Don Luigi Di Liegro, regia di Alessandro Di Robilant (2007)
- Medicina generale (2008)